# Fred Corcoran
Fred Corcoran, né le 4 avril 1905 à Cambridge (États-Unis) et décédé le 23 juin 1977, était un promoteur et administrateur dans le monde du golf. Il a été introduit au World Golf Hall of Fame en 1975.
Corcoran débute au golf en devenant à l'âge de neuf ans caddie. Il devient ensuite manager des tournois de la PGA à 28 ans. Après la Seconde Guerre mondiale, il aide à fonder la Ladies professional golf association (LPGA) et le Golf Writers Association of America. Il est à l'origine de la création de la Coupe Canada (Canada Cup) qui est aujourd'hui la Coupe du monde de golf. De 1952 à 1975, il est le directeur commercial de la PGA of America.
Il est également le manageur de divers champions tels Sam Snead, Tony Lema ou Babe Zaharias.